# Edward W. Gray

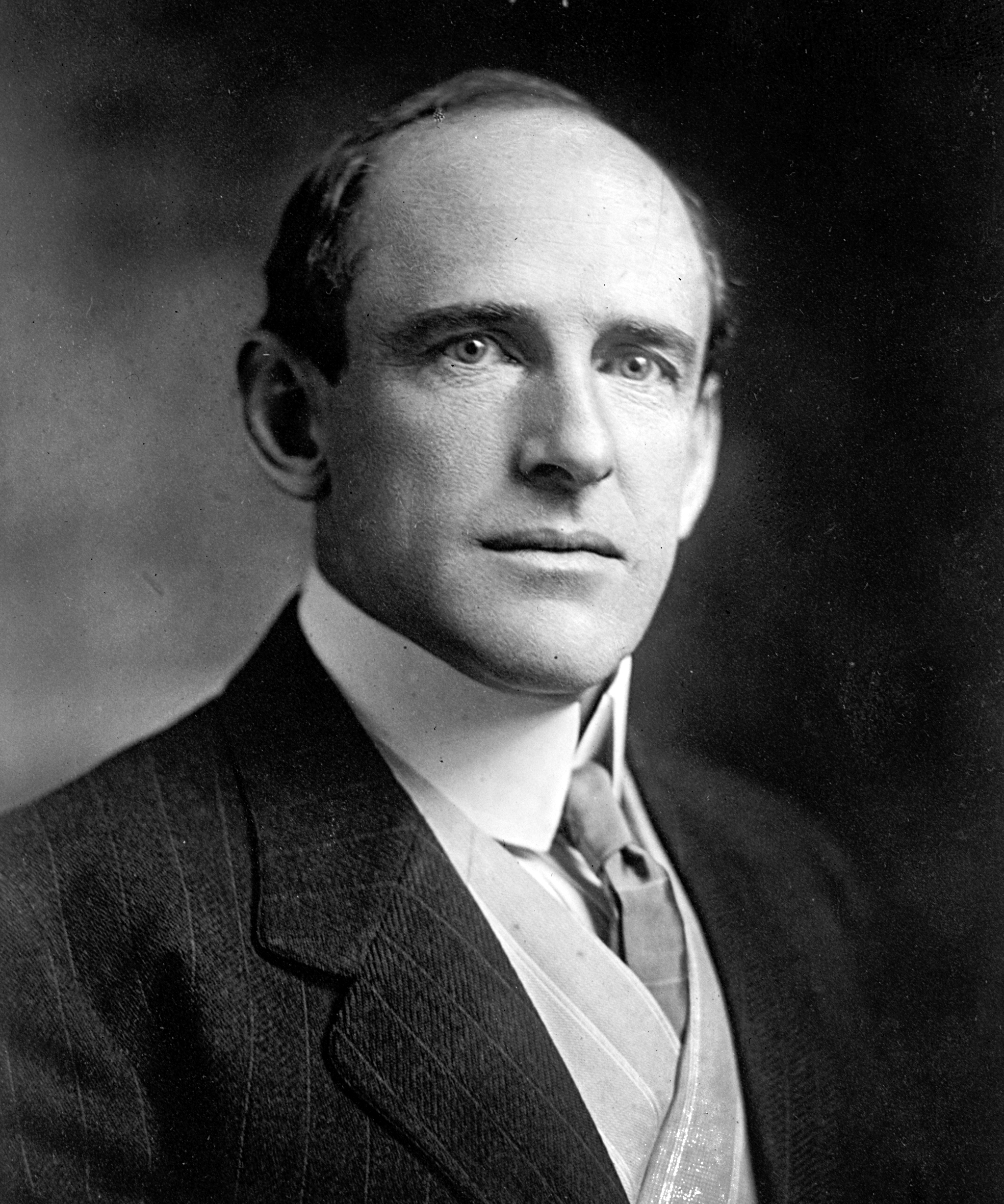
Edward W. Gray

Edward Winthrop Gray (* 18. August 1870 in Jersey City, New Jersey; † 10. Juni 1942 in Newark, New Jersey) war ein US-amerikanischer Politiker. Zwischen 1915 und 1919 vertrat er den Bundesstaat New Jersey im US-Repräsentantenhaus.

## Werdegang
Edward Gray besuchte die öffentlichen Schulen seiner Heimat. In den Jahren 1894 bis 1896 arbeitete er als Zeitungsreporter in New York City. Danach wurde er in New Jersey Eigentümer und Herausgeber verschiedener Zeitungen. Von 1902 bis 1904 war er Präsident und Manager der Newark Daily Advertising Publishing Co. Danach fungierte er zwischen 1904 und 1907 als Sekretär von Gouverneur Edward C. Stokes. Im Anschluss wurde er mit einer Untersuchung des Mietwesens in New Jersey betraut. Bis 1908 gehörte er der Kommission zur Überwachung der Mietsituation in seinem Staat an. Politisch war Gray Mitglied der Republikanischen Partei. Von 1908 bis 1913 war er Sekretär des Staatsvorstands seiner Partei. 1909 gründete Gray in Newark die Firma Commercial Casualty Insurance Co.
Bei den Kongresswahlen des Jahres 1914 wurde er im achten Wahlbezirk von New Jersey in das US-Repräsentantenhaus in Washington, D.C. gewählt, wo er am 4. März 1915 die Nachfolge von Eugene F. Kinkead antrat. Nach einer Wiederwahl konnte er bis zum 3. März 1919 zwei Legislaturperioden im Kongress absolvieren. In diese Zeit fiel der Erste Weltkrieg. 1918 kandidierte Edward Gray erfolglos für den US-Senat. In den Jahren 1924 und 1928 strebte er erfolglos die Nominierung seiner Partei für die Kongress- bzw. Senatswahlen an. Während dieser Zeit betätigte er sich als Verleger, Autor und Lecturer. Er starb am 10. Juni 1942 in Newark.